# Данела Арсовска
Данела Арсовска (на македонска литературна норма: Данела Арсовска) е северномакедонска икономистка, юристка и политик с българско гражданство. 

## Биография
Родена е на 20 декември 1979 година в град Скопие, Социалистическа федеративна република Югославия. По образование е икономистка. През 2014 година е избрана за председател на Македонските стопански камари. През 2015 година става председател на Македонския съюз на работодателските организации. От 2016 година е представител в Националния съвет за европейска интеграция.

### Българско гражданство
От 2017 година Данела Арсовска притежава българско гражданство.

### Политическа кариера
На местните избори през 2021 г. е независим кандидат за кмет на град Скопие, нейната кандидатура е подкрепена от най-голямата опозиционна партия ВМРО – ДПМНЕ. По време на кампанията във връзка с българското ѝ гражданство СДСМ за първи път използва плакати с надпис „кмет на Петрич“ с българското знаме върху надписа „кмет на Скопие“ до образа на Арсовска. Арсовска печели на втори тур от изборите за кмет на Скопие, и става първата жена кмет на столицата от независимостта на страната.
Атаките срещу нея рязко се увеличават, след като Християн Мицкоски става министър-председател.
През януари 2024 г. Арсовска става лидер на партията „Нова алтернатива“. Заявява, че партията под нейно ръководство ще се основава на четири постулата – справедливост, освобождаване на икономиката от ограниченията на големия капитал и въвеждане на равни възможности, борба с корупцията и престъпността и пълна дигитализация на публичната администрация. Арсовска се обявява против Преспанския договор, нарича вписването на българите в Конституцията „сериозен и тъжен въпрос“, а договора с България – „асиметричен“.
В 2025 година Арсовска предприема действия срещу незаконното строителство, дължащо се на институционално бездействие. През месец май в обръщение към обществеността заявява, че в скопския квартал „Чаир“ „се гради в пълно нарушение на закона, а институциите мълчат. Това не е просто проблем на урбанизма, а и въпрос на правова държава“ и обвинява местните власти начело с Висар Ганиу в умишлено прикриване на нелегалните обекти, като предоставя 4000 страници с доказателства и документи, доказващи извършените престъпления. Предава документи в прокуратурата. На 11 юли при инспектиране на незаконен строеж в квартала е нападната, без полицаите, ескортиращи проверката, да се намесят. Премиерът Мицкоски отказва да осъди нападението.